# Canon de 46 cm/45 Type 94
Le canon de 46 cm/45 Type 94 était un canon naval de 46 cm de diamètre utilisé par la Marine impériale japonaise pendant la Seconde Guerre mondiale et fut le plus gros calibre jamais monté sur un navire. Il n'a équipé que les deux cuirassés de la classe Yamato, le Yamato et le Musashi.
Ce canon été officiellement désigné comme le canon de 40 cm/45 Type 94 (四五口径九四式四〇糎砲, Yonjūgo-kōkei kyūyon-shiki yonjussenchi-hō) afin de dissimuler sa véritable nature aux yeux des nations signataires du Traité naval de Washington, qui limitaient le calibre des cuirassés à 16 pouces (406 mm).

## Conception

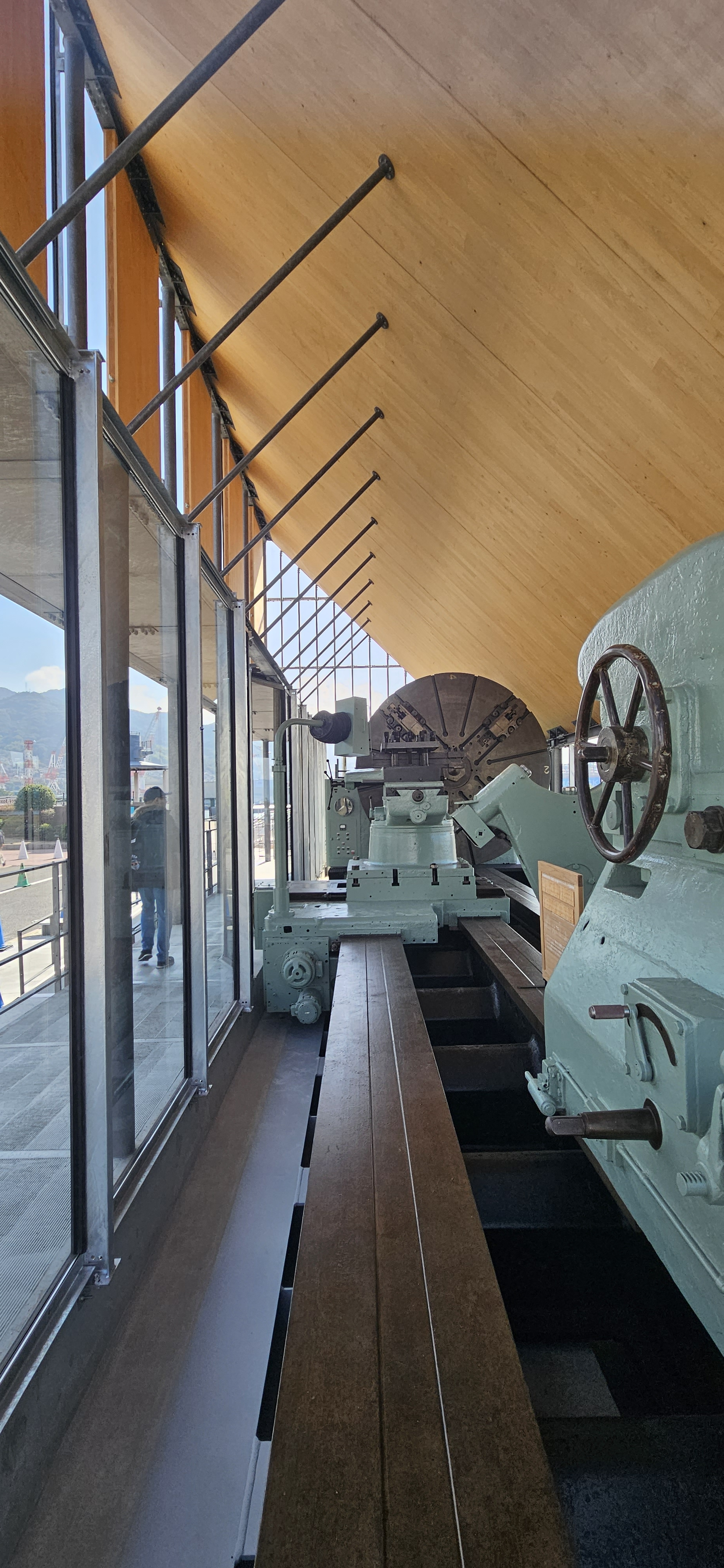
Grand tour (N° 15299) de l'arsenal naval de Kure

Les canons complexes de type 94 ont été construits en trois étapes d'autofrettage.
Tel que conçu, ces canons ne pouvaient pas être regarnis de manière rentable (pratique commune pour d'autres canons), mais à la place, les tubes des canons auraient été remplacés en entier pour des raisons d'usure.
Environ 27 canons ont été construits pour les trois cuirassés de la classe Yamato. Seulement 18 d'entre eux furent installés, neuf à bord des Yamato et Musashi chacun, les neuf derniers ayant été prévus pour le troisième navire de la classe, le Shinano, converti en porte-avions. Tous les canons ont été fabriqués à l'aide du grand tour (n° 15299) de l'arsenal naval de Kure, spécialement conçu pour ce calibre. Cette machine est aujourd'hui exposée devant le musée Yamato de Kure, au Japon.

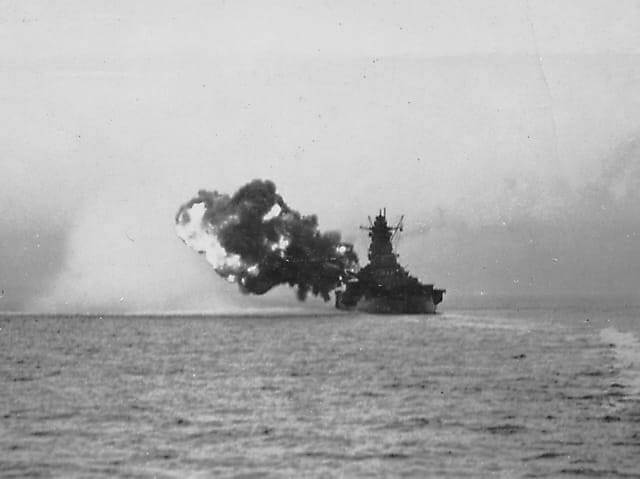
Le Musashi tirant ses canons de 46 cm durant des essais en mer au large du détroit d'Iyonada, près d'Ōita, le 26 juillet 1942

Contrairement aux conceptions précédentes, lorsqu'elles ont été examinées par une équipe technique de la marine américaine, les tourelles se sont avérées n'avoir rien en commun avec les conceptions Vickers britanniques précédemment utilisées sur d'autres cuirassés japonais. 
Chaque canon était opérés indépendamment, permettant une élévation séparée. Les palans à obus et les vérins à poudre se sont révélés être des conceptions ingénieuses et permettant un taux de rechargement relativement rapide, bien qu'excessivement lourds. 180 obus (60 par canon) étaient stockés verticalement dans la structure rotative de la tourelle et un système innovant de convoyeurs mécaniques à engrenages était utilisé pour déplacer les obus (extrêmement grands et lourds) des salles d'obus. L'avantage mécanique requis pour déplacer les obus lourds signifiait que ces convoyeurs fonctionnaient extrêmement lentement, mais les 180 obus stockés dans chaque tourelle étaient considérés comme suffisants pour un engagement de surface.